# Захарьин-Яковлев, Василий Яковлевич
Василий Яковлевич Захарьин-Яковлев (ум. 1 августа 1526) — русский государственный и военный деятель, окольничий (1516) и воевода, младший сын боярина и воеводы Якова Захарьевича Кошкина-Захарьина (ум. 1510).

## Биография
Василий Яковлевич Захарьин-Яковлев впервые упоминается в 1516 году, в звании окольничего, когда он был в Дорогобуже воеводой вместе с князем Борисом Ивановичем Горбатым-Шуйским. В 1519 году был третий воевода в Кашире. 
Летом 1521 года ему докладывалось дело о разбое и грабеже, которые судили бояре Михаил Юрьевич Захарьин-Юрьев и Григорий Фёдорович Давыдов.
В мае 1521 года в качестве воеводы участвовал в походе Василия III к Коломне против крымского хана Мехмед-Герая. В 1522 году участвовал в приёме турецкого посла Скиндера. В 1526 году упоминается в связи со свадьбой Василия III и Елены Глинской. 
Последний раз в разрядах упоминается вместе со своим старшим братом Петром Злобой в походе великого князя московского Василия III Ивановича в 1522 году на Коломну.
1 августа 1526 года окольничий Василий Яковлевич Захарьин-Яковлев скончался, оставив после себя двух сыновей.

## Семья
Василий Яковлевич Захарьин-Яковлев был женат на Анне (ум. 1571). Дети: Михаил Васильевич Яковлев (ум. 1557/1558), окольничий (1554/1555) и Семён Васильевич Яковлев (ум. 1568/1569), окольничий (1556/1557) и боярин (1558/1559).
Его сыновья упоминаются уже под фамилией Яковлевы.